# Unisetosphaeria penguinoides
Unisetosphaeria penguinoides är en svampart som beskrevs av Pinnoi, E.B.G. Jones, McKenzie & K.D. Hyde 2003. Unisetosphaeria penguinoides ingår i släktet Unisetosphaeria och familjen Trichosphaeriaceae.   Inga underarter finns listade i Catalogue of Life.